# Héctor Rangel
Rangel  Zamarron est un nom espagnol. Le premier nom de famille, en général paternel, est Rangel ; le second, en général maternel, souvent omis, est Zamarron.
Héctor Hugo Rangel Zamarron (né le 29 août 1980 à Saltillo) est un coureur cycliste mexicain.

## Biographie
En 2012, il représente son pays lors des Jeux olympiques de Londres. 

## Palmarès et classements mondiaux

### Palmarès
- 2006
  - 1re étape de la Vuelta Sonora
- 2011
  - 1re, 3e et 5e étapes du Tour de Bolivie
  - 3e du championnat du Mexique sur route
- 2012
  - 5e étape du Tour du Mexique
  - 1re étape du Tour du Guatemala
  - 2e de la Tucson Bicycle Classic
  - 3e du championnat du Mexique sur route
  - 3e de la Ruta del Centro
  - 9e du championnat panaméricain sur route
  - 10e du championnat panaméricain du contre-la-montre
- 2013
  - Tucson Bicycle Classic :
    - Classement général
    - 1re étape

  - 3e, 4e et 5e étapes de la Ruta del Centro
  - 2e du championnat du Mexique du contre-la-montre
- 2015
  - KREM New Year's Day Cycling Classic
  - 3e du championnat du Mexique sur route
- 2017
  - 3e du Tour du Michoacán

### Classements mondiaux
| Année            | 2005 | 2006 | 2007 | 2008 | 2009 | 2010 | 2011 | 2012 | 2013 | 2014 | 2015 |
| ---------------- | ---- | ---- | ---- | ---- | ---- | ---- | ---- | ---- | ---- | ---- | ---- |
| UCI America Tour | 245e | 30e  | 133e | nc   | nc   | nc   | 249e | 39e  | 32e  |      | 428e |